# Ragnar Rudolf Eklund
Ragnar Rudolf Eklund (känd som R.R. Eklund), född 21 april 1895 i Nykarleby, död 28 november 1946 i Helsingfors, var en finländsk författare och journalist. 
Eklund slog efter studentexamen 1914 genast in på tidningsmannabanan och var från 1919 anställd vid Svenska Pressens redaktion i Helsingfors. Han mottog bestående intryck av sin hembygd, den österbottniska kusttrakten, och utvecklade ett starkt personligt författarskap, som tolkade en fin naturkänsla och ett meditativt sinnelag. Debuten skedde 1919 med Jordaltaret, en samling prosadikter, som åtföljdes av ett antal diktsamlingar, den lyriska dialogen Värld från veranda (1934), ett par aforismböcker samt prosaberättelserna Den gåtfulla hästen (1932), Himmelstimran (1937), Liten drömmarpilt (1943) och Ny dag börjar (1945), av vilka de två senare bildade en självbiografisk skildring. Han tilldelades Tollanderska priset 1944.